# Thailand Open 2019 - Qualificazioni singolare
Le qualificazioni del singolare del Thailand Open 2019 sono state un torneo di tennis preliminare per accedere alla fase finale della manifestazione. Le vincitrici dell'ultimo turno sono entrate di diritto nel tabellone principale. In caso di ritiro di una o più giocatrici aventi diritto a queste sono subentrate le lucky loser, ossia le giocatrici che hanno perso nell'ultimo turno ma che avevano una classifica più alta rispetto alle altre partecipanti che avevano comunque perso nel turno finale.

## Teste di serie
1. Arantxa Rus (qualificata)
2. Jennifer Brady (qualificata)
3. Caroline Dolehide (primo turno)
4. Priscilla Hon (qualificata)
5. Conny Perrin (qualificata)
6. Han Xinyun (ultimo turno)

1. 'Duan Yingying (qualificata)
2. Kurumi Nara (ultimo turno)
3. Danka Kovinić (primo turno)
4. Ayano Shimizu (ultimo turno)
5. Ankita Raina (ultimo turno)
6. Karman Thandi (primo turno)

## Qualificate
1. Arantxa Rus
2. Jennifer Brady
3. Chloé Paquet

1. Priscilla Hon
2. Conny Perrin
3. Duan Yingying

## Tabellone

### Legenda
| - Q = Qualificato - WC = Wild card - LL = Lucky loser | - ALT = Alternate - SE = Special Exempt - PR = Protected Ranking | - w/o = Walkover - r = Ritirato - d = Squalificato |

### Sezione 1
|  | Primo turno | Primo turno      | Primo turno   | Primo turno | Primo turno |  |  | Ultimo turno | Ultimo turno  | Ultimo turno  | Ultimo turno | Ultimo turno |  |
|  |             |                  |               |             |             |  |  |              |               |               |              |              |  |
|  | 1           | Arantxa Rus      | 4             | 6           | 6           |  |  |              |               |               |              |              |  |
|  | WC          | Nudnida Luangnam | 6             | 2           | 1           |  |  | 1            | Arantxa Rus   | Arantxa Rus   | 6            | 7            |  |
|  |             | Liang En-shuo    | Liang En-shuo | 6           | 6           |  |  |              | Liang En-shuo | Liang En-shuo | 2            | 62           |  |
|  | 9           | Danka Kovinić    | Danka Kovinić | 1           | 3           |  |  |              |               |               |              |              |  |

### Sezione 2
|  | Primo turno | Primo turno     | Primo turno     | Primo turno | Primo turno |  |  | Ultimo turno | Ultimo turno   | Ultimo turno   | Ultimo turno | Ultimo turno |  |
|  |             |                 |                 |             |             |  |  |              |                |                |              |              |  |
|  | 2           | Jennifer Brady  | Jennifer Brady  | 6           | 6           |  |  |              |                |                |              |              |  |
|  |             | Zuzana Zlochová | Zuzana Zlochová | 1           | 1           |  |  | 2            | Jennifer Brady | Jennifer Brady | 6            | 6            |  |
|  |             | Xun Fangying    | Xun Fangying    | 4           | 0           |  |  | 8            | Kurumi Nara    | Kurumi Nara    | 1            | 2            |  |
|  | 8           | Kurumi Nara     | Kurumi Nara     | 6           | 6           |  |  |              |                |                |              |              |  |

### Sezione 3
|  | Primo turno | Primo turno       | Primo turno   | Primo turno | Primo turno |  |  | Ultimo turno | Ultimo turno  | Ultimo turno  | Ultimo turno | Ultimo turno |  |
|  |             |                   |               |             |             |  |  |              |               |               |              |              |  |
|  | 3           | Caroline Dolehide | 67            | 6           | 5           |  |  |              |               |               |              |              |  |
|  |             | Yang Zhaoxuan     | 7             | 2           | 7           |  |  |              | Yang Zhaoxuan | Yang Zhaoxuan | 3            | 3            |  |
|  |             | Chloé Paquet      | Chloé Paquet  | 6           | 7           |  |  |              | Chloé Paquet  | Chloé Paquet  | 6            | 6            |  |
|  | 12          | Karman Thandi     | Karman Thandi | 3           | 5           |  |  |              |               |               |              |              |  |

### Sezione 4
|  | Primo turno | Primo turno        | Primo turno        | Primo turno | Primo turno |  |  | Ultimo turno | Ultimo turno  | Ultimo turno  | Ultimo turno | Ultimo turno |  |
|  |             |                    |                    |             |             |  |  |              |               |               |              |              |  |
|  | 4           | Priscilla Hon      | Priscilla Hon      | 6           | 6           |  |  |              |               |               |              |              |  |
|  |             | Naomi Broady       | Naomi Broady       | 3           | 2           |  |  | 4            | Priscilla Hon | Priscilla Hon | 6            | 6            |  |
|  |             | Peangtarn Plipuech | Peangtarn Plipuech | 2           | 4           |  |  | 10           | Ayano Shimizu | Ayano Shimizu | 2            | 3            |  |
|  | 10          | Ayano Shimizu      | Ayano Shimizu      | 6           | 6           |  |  |              |               |               |              |              |  |

### Sezione 5
|  | Primo turno | Primo turno  | Primo turno  | Primo turno | Primo turno |  |  | Ultimo turno | Ultimo turno | Ultimo turno | Ultimo turno | Ultimo turno |  |
|  |             |              |              |             |             |  |  |              |              |              |              |              |  |
|  | 5           | Conny Perrin | Conny Perrin | 6           | 6           |  |  |              |              |              |              |              |  |
|  |             | Zhang Yuxuan | Zhang Yuxuan | 0           | 1           |  |  | 5            | Conny Perrin | Conny Perrin | 7            | 6            |  |
|  | WC          | Ng Kwan-yau  | Ng Kwan-yau  | 0           | 0           |  |  | 11           | Ankita Raina | Ankita Raina | 6(1)         | 3            |  |
|  | 11          | Ankita Raina | Ankita Raina | 6           | 6           |  |  |              |              |              |              |              |  |

### Sezione 6
|  | Primo turno | Primo turno         | Primo turno         | Primo turno | Primo turno |  |  | Ultimo turno | Ultimo turno  | Ultimo turno | Ultimo turno | Ultimo turno |  |
|  |             |                     |                     |             |             |  |  |              |               |              |              |              |  |
|  | 6           | Han Xinyun          | Han Xinyun          | 6           | 6           |  |  |              |               |              |              |              |  |
|  | WC          | Yanin Wisitwarapron | Yanin Wisitwarapron | 1           | 1           |  |  | 6            | Han Xinyun    | 1            | 6            | 5            |  |
|  | WC          | Watsachol Sawatdee  | Watsachol Sawatdee  | 3           | 3           |  |  | 7            | Duan Yingying | 6            | 2            | 7            |  |
|  | 7           | Duan Yingying       | Duan Yingying       | 6           | 6           |  |  |              |               |              |              |              |  |